# CuSP
CuSP (CubeSat for Solar Particles)は太陽から放出される粒子や磁場を観測するための超小型衛星。
CuSPは低コストな6Uサイズのキューブサットで、ロケットから分離された後に太陽を周回し、飛来する放射線を観測する。これらの放射線は電波通信への干渉、人工衛星の電子機器の故障、送電線に過電流を発生させるなど地球に様々な影響を及ぼす。テキサス州サンアントニオのサウスウエスト・リサーチ・インスティテュートのミヒル・デサイがCuSPの研究代表者となっている。スペース・ローンチ・システムの最初の打ち上げであるアルテミス1号に相乗り衛星として搭載され、2022年に打ち上げられる。

## 目的
宇宙天気の観測網を構築するには、多数の観測機器を何百万キロメートルもの間隔で配置する必要がある。しかしこのようなシステムは費用面から現実的ではない。一方キューブサットは限られた機器しか搭載できないものの、小さい質量と標準化された設計により比較的安価に打ち上げることができる。CuSPには宇宙空間に科学観測のネットワークを構築する試験としての役割もある。

## 搭載機器
CuSPには3つの観測装置が搭載される。
- Suprathermal Ion Spectrograph (SEIS)
- Miniaturized Electron and Proton Telescope (MERiT)
- Vector Helium Magnetometer (VHM)

推進系
衛星にはコールドガススラスタシステムが付いており、推進、姿勢制御、軌道制御に用いる。